# William Black
William Black (Glasgow, 1841-Brighton, 1898) fue un novelista y periodista británico.

## Biografía
Nacido en Glasgow en noviembre de 1841, su ambición inicial era convertirse en pintor, sin embargo tuvo que dedicarse al periodismo para ganarse la vida.
Fue contratado por primera vez en un periódico de Glasgow, más pronto obtuvo una plaza en el Morning Star de Londres, donde demostró ser un escritor descriptivo de vivacidad excepcional. Durante la guerra austro-prusiana de 1866, fue corresponsal del Morning Star en el frente, donde acabaría siendo tomado prisionero. Más tarde Black se unió a la sección editorial del Daily News. También colaboró con el Examiner, en un momento en que esta publicación estaba ya moribunda.
Después de su primer éxito de ficción, abandonó el periodismo y se dedicó en exclusiva a la creación de novelas. Durante casi treinta años tuvo el favor del público. Murió en Brighton el 10 de diciembre de 1898.

## Obra

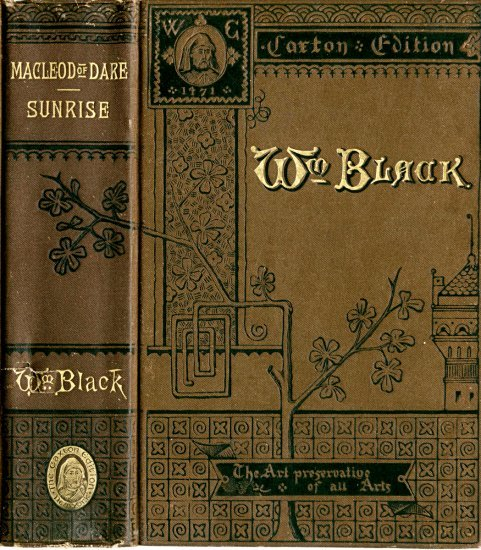
Portada de una edición conjunta de Macleod of Dare y Sunrise, publicada en 1883 en New York.

La primera novela de Black, James Merle, publicada en 1864, fue un auténtico fracaso, la segunda, Love or Marriage (1868) atrajo muy poca atención. In Silk Attire (1869) y Kilmeny (1870) supusieron un gran avance en su carrera, pero sería en 1871 A Daughter of Heth la obra que le haría obtener su popularidad.
Entre el resto de sus libros se encuentran The Strange Adventures of a Phaeton (1872), A Princess of Thule (1874), Madcap Violet (1876), Mcleod of Dare (1878), White Wings (1880), Sunrise (1880), Shandon Bells (1883), Judith Shakerspeare (1884), White Heather (1885), Donald Ross of Heimra (1891), Highland Cousins (1894) y Wild Eelin (1898).
Black fue un individuo deportista, aficionado especialmente a la pesca y la navegación, y, según la Enciclopedia Británica sus mejores historias serían aquellas ambientadas en las frías montañas de su tierra natal o en la cubierta de un yate en el mar, además de ser sus personajes femeninos más fuertes que los masculinos. Black también contribuyó con una biografía de Oliver Goldsmith a la colección English Men of Letters.